# Hong Kong Park

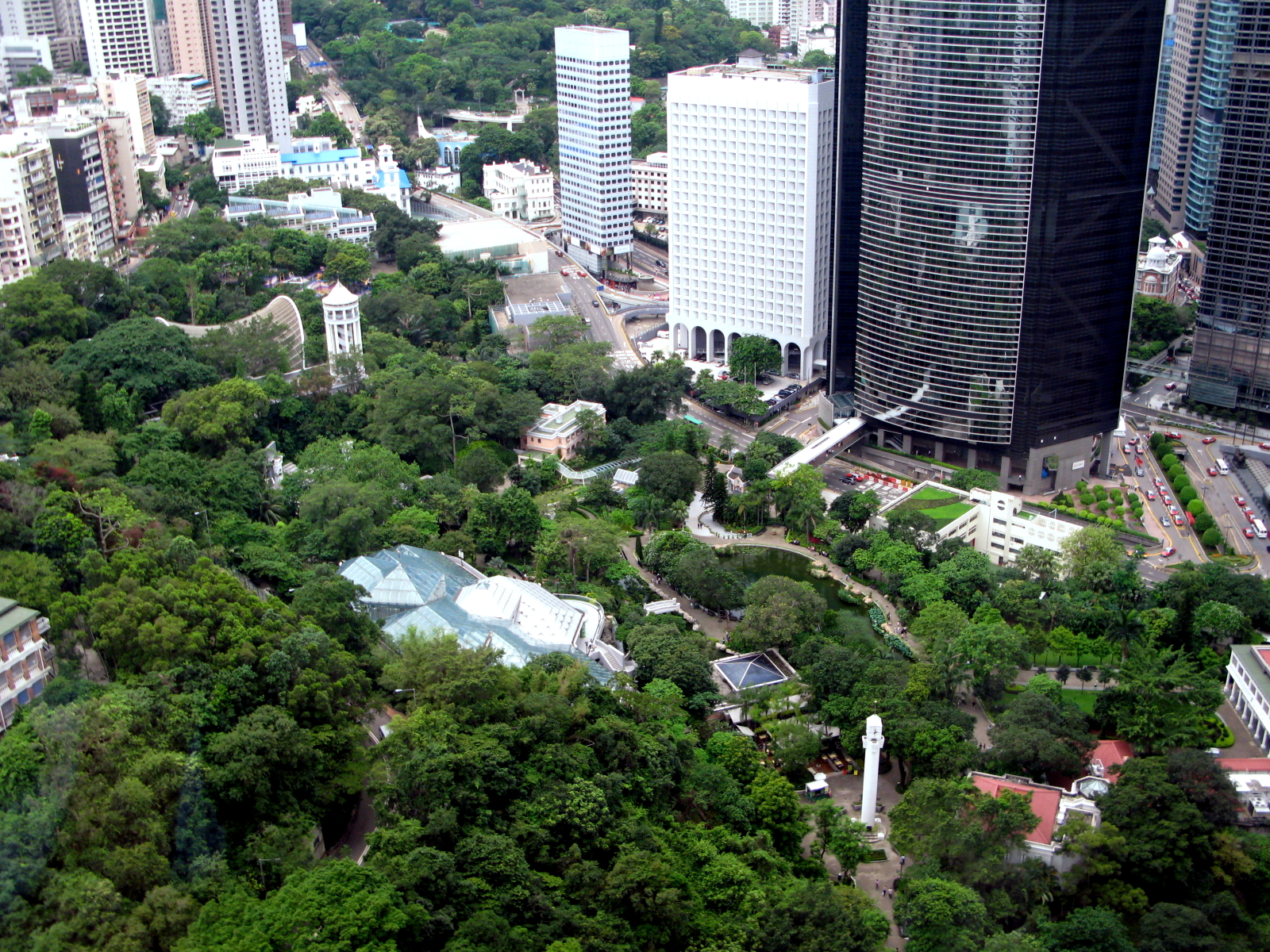
Blick auf den Hong Kong Park (2009)

Der Hong Kong Park (chinesisch 香港公園 / 香港公园, Pinyin Xiānggǎng Gōngyuán, Jyutping Hoeng1gong2 Gung1jyun4*2) ist ein im Mai 1991 eröffneter und 8 Hektar großer öffentlicher Park im Central and Western District, auf Hong Kong Island, Hongkong.

## Geographische Lage
Der Park befindet sich im östlichen Teil von Central and Western zwischen den beiden Ortsteilen Central und Admiralty, eingeschlossen von der Central Station der Peak Tram, dem Bank of China Tower und dem Pacific Place. Er ist täglich von 06:30 bis 23:00 Uhr über 11 Eingänge zugänglich, wovon sich der Haupteingang auf dem Cotton Tree Drive befindet.

## Geschichte
Auf dem Gelände des heutigen Parks befand sich früher eine die Garnison der britischen Streitkräfte, bis das Gelände 1979 an die Hongkonger Regierung zurückgegeben wurde und diese entschied dieses anderweitig zu nutzen. Das Gebiet am Fuße des Hügels sollte kommerziellen Zwecken und dem Bau von Regierungsgebäuden dienen während der obere Teil zu einem Park umgebaut wurde. Die Kosten dieses Projekts beliefen sich auf 398 Millionen Hongkong-Dollar. Im Mai 1991 wurde der Park offiziell eröffnet.
Mehrere der 1842 bis 1910 erbauten Gebäude sind erhalten geblieben, darunter das 1846 erbaute Flagstaff House, ehemaliger Sitz des Oberbefehlshabers der Streitkräfte in Hongkong. Heute befindet sich in dem Flagstaff House ein Teemuseum. Weitere historische Gebäude sind das Rawlinson House (Sitz der heutigen Parkverwaltung und eines Standesamtes), Cassels Block (heute ein Bildungszentrum) und Wavell House (heutiger Sitz des Hong Kong Visual Arts Centre).

## Einrichtungen

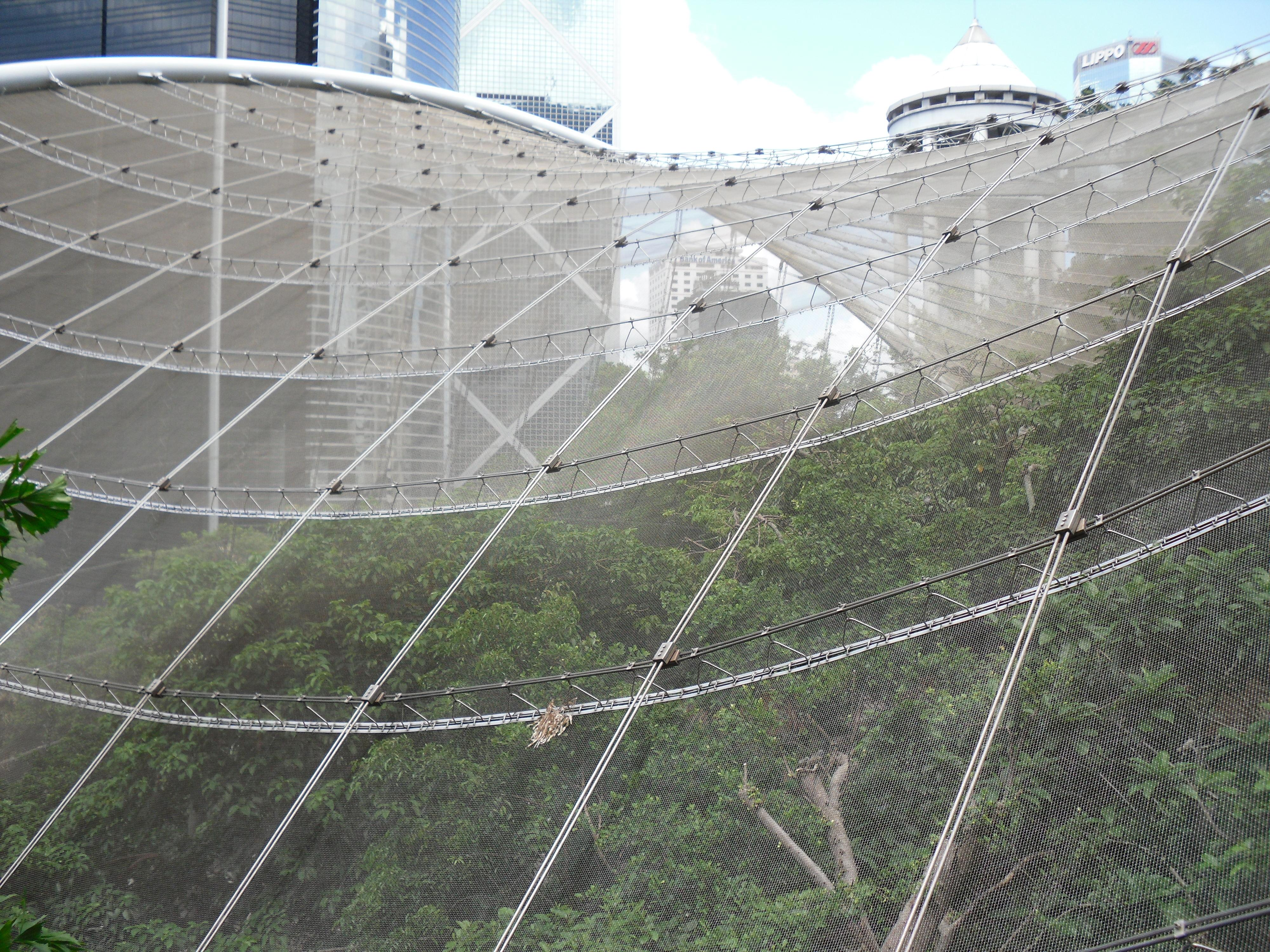
Voliere im Hong Kong Park, Blick von außen

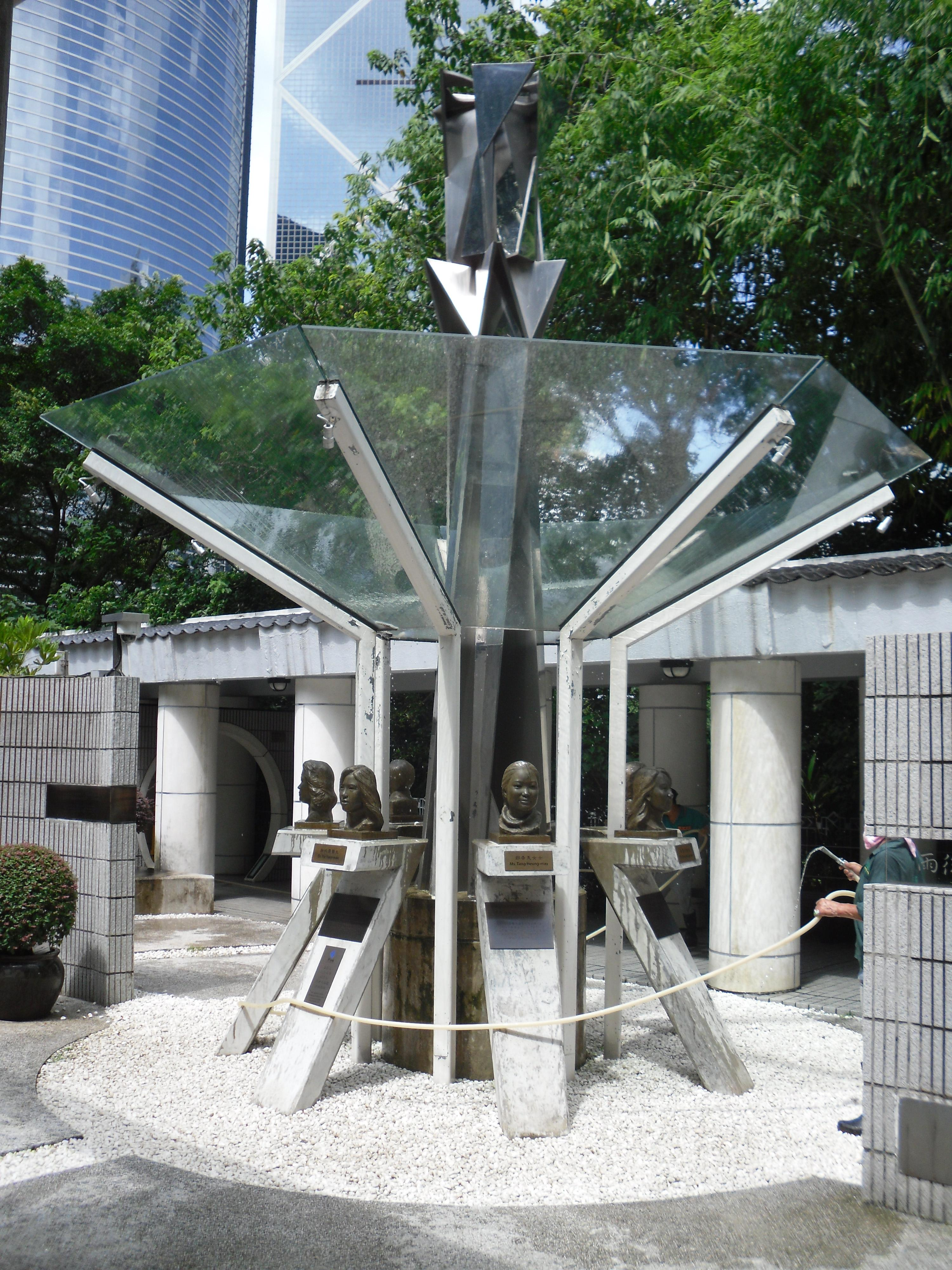
SARS-Gedenkstätte

Zu den Einrichtungen des Parks gehören:
- Zentrale Gartenanlage mit 2 künstlichen Seen und einem Wasserfall, mit verschiedenen Zierfisch und Schildkrötenarten.

- Edward Youde Voliere wurde September 1992 eröffnet und ist nach Sir Edward Youde, einem ehemaligen Gouverneur Hongkongs von 1982 bis 1986, benannt.
Das begehbare Vogelhaus hat einen erhöhten Laufweg, welcher es Besuchern ermöglicht, sich zwischen den Baumkronen zu bewegen und die Vögel aus der Nähe zu betrachten. Es umfasst eine Fläche von 3000 m² und ist an der höchsten Stelle eine Höhe von 30 Metern. Somit ist dieses Vogelhaus eines der größten der Welt. Das Vogelhaus beherbergt über 600 Vögel von über 80, in Malesien heimischen, Arten.

- Forsgate Conservatory, ist ein Gewächshaus, welches ein Gelände von 1400 m² umfasst und aus 3 klimatisch voneinander getrennten Abschnitten besteht. Ein Abschnitt dient der Ausstellung verschiedener Gattungen und Familien von Pflanzenarten. Über das gesamte Jahr verteilt werden hier über 30 verschiedene Gruppen dieser Pflanzen ausgestellt. Ein zweiter Abschnitt stellt eine große Auswahl Pflanzen aus Südafrika, Südost-Asien und Amerika aus. Die Temperatur wird dort über das Jahr zwischen 23 und 33 Grad Celsius bei hoher Luftfeuchtigkeit gehalten. Die klimatischen Bedingungen werden den abwechselnd ausgestellten Pflanzenarten angepasst, welche nach Klimazonen ausgesucht werden. Im dritten Abschnitt werden in ariden Klimazonen heimische Pflanzenarten ausgestellt. Die Temperatur wird auf 33 Grad Celsius und die Luftfeuchtigkeit auf lediglich 60 % gehalten.

- Hong Kong Park Sports Centre und Hong Kong Squash Centre sind die beiden Sporteinrichtungen des Parks. Das Hong Kong Park Sports Centre besteht aus einer 1296 m² großen Halle, welche für verschiedenste Sportarten genutzt werden kann. Das Hong Kong Squash Centre ist mit 18 Feldern das größte der Stadt, mit regelmäßig stattfindenden internationalen Turnieren.

- Der über 1000 m² große Kinderspielplatz ist auf 6 Plattformen verschiedener Höhenlage angeordnet und befindet sich im oberen Teil des Parks neben dem Hong Kong Visual Arts Centre.

- 30 Meter hoher Aussichtsturm

- Olympic Square ist ein 1100 m² großes Amphitheater mit 880 Sitzplätzen.

- Tai Chi Garten, welcher aus einem Portikus und mehreren kleinen Höfen besteht. Auch befindet sich hier die SARS-Gedenkstätte.

## Baumarten
Unter den Baumarten im Hong Kong Park befinden sich auch:
- Ficus microcarpa
- Asiatischer Kapokbaum
- Ficus virens var. sublanceolata
- Ficus elastica
- Mangifera indica
- Ziziphus jujuba

## Galerie

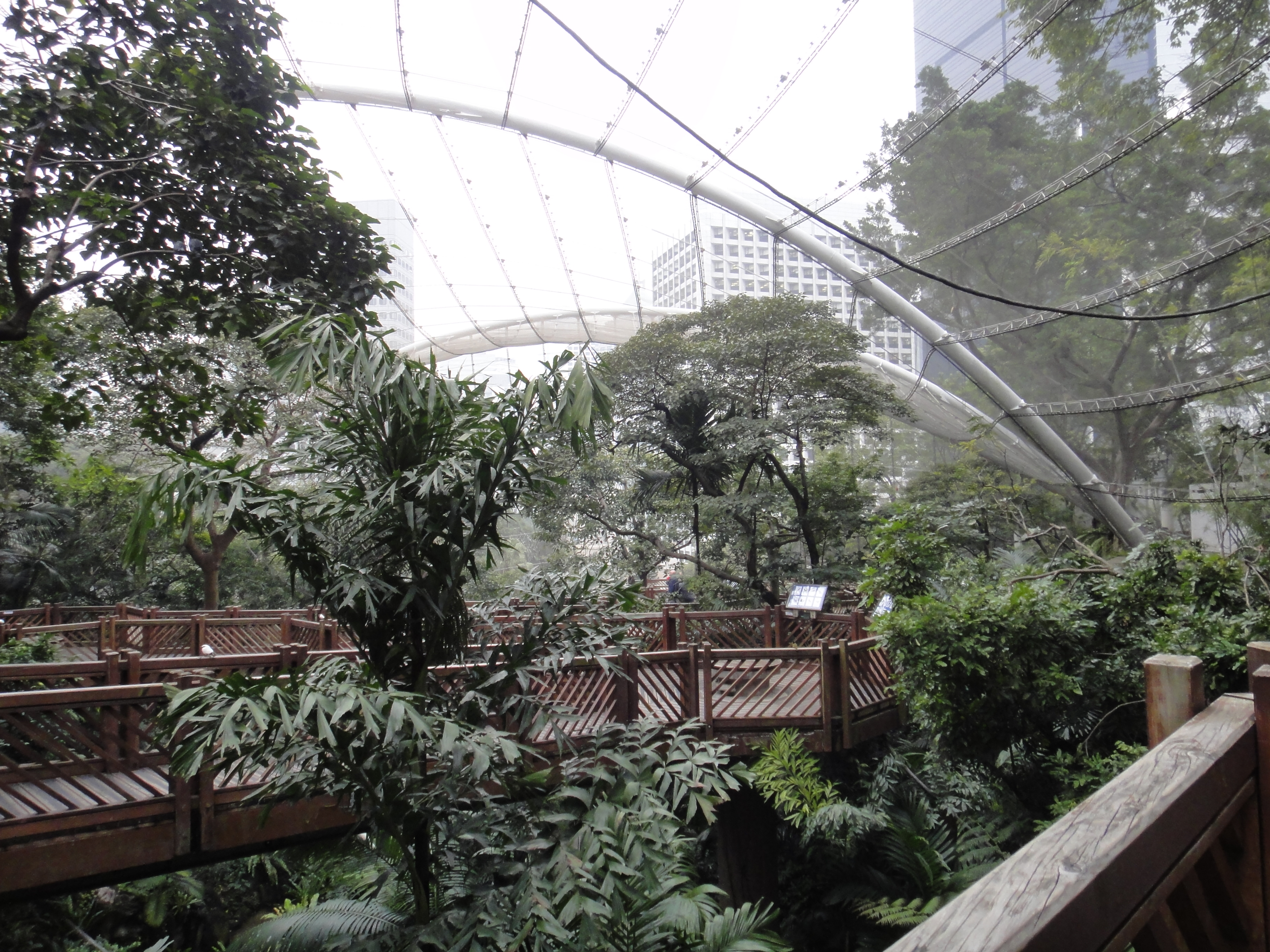
Begehbare Voliere
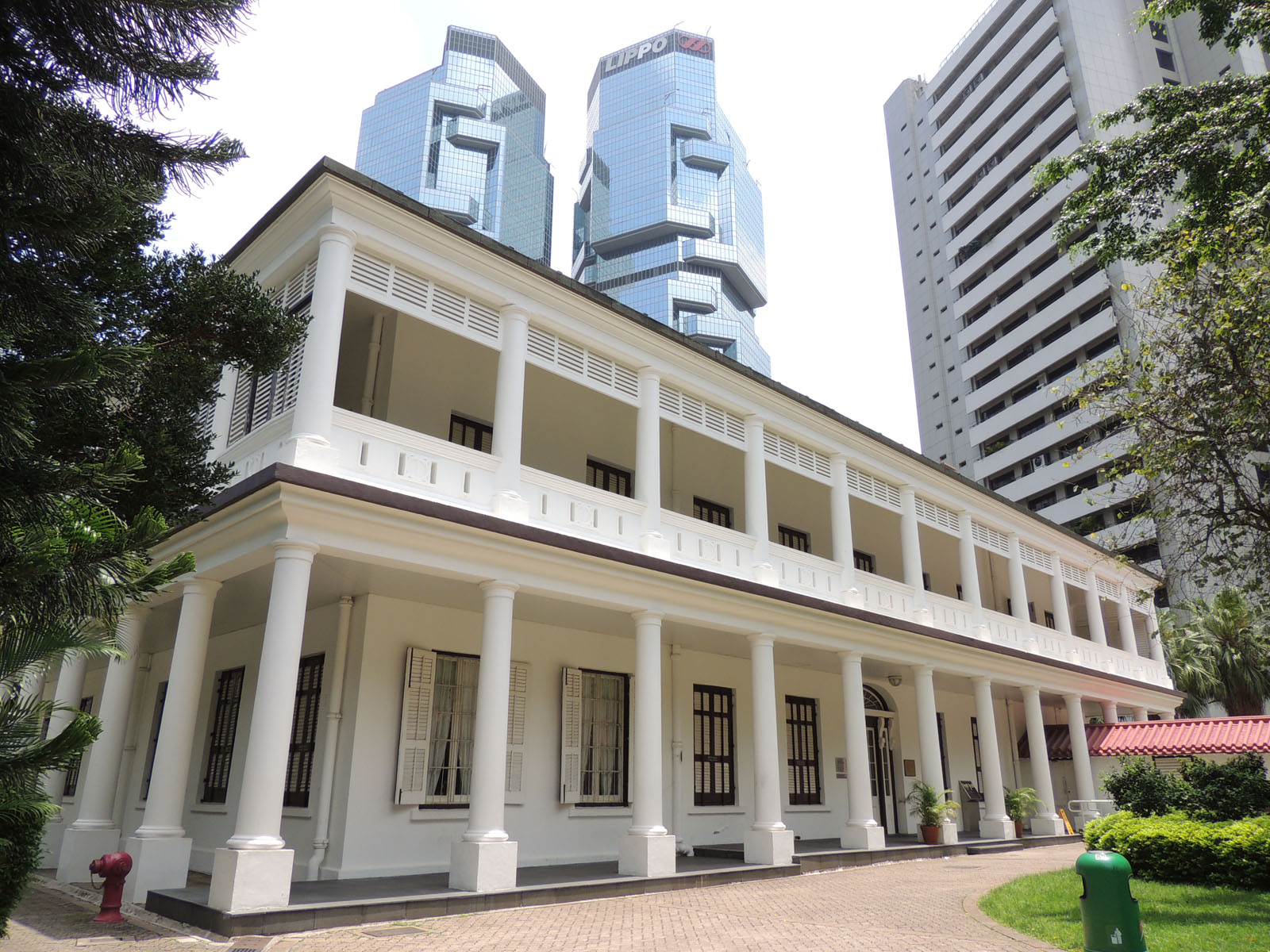
Flagstaff House, 2012
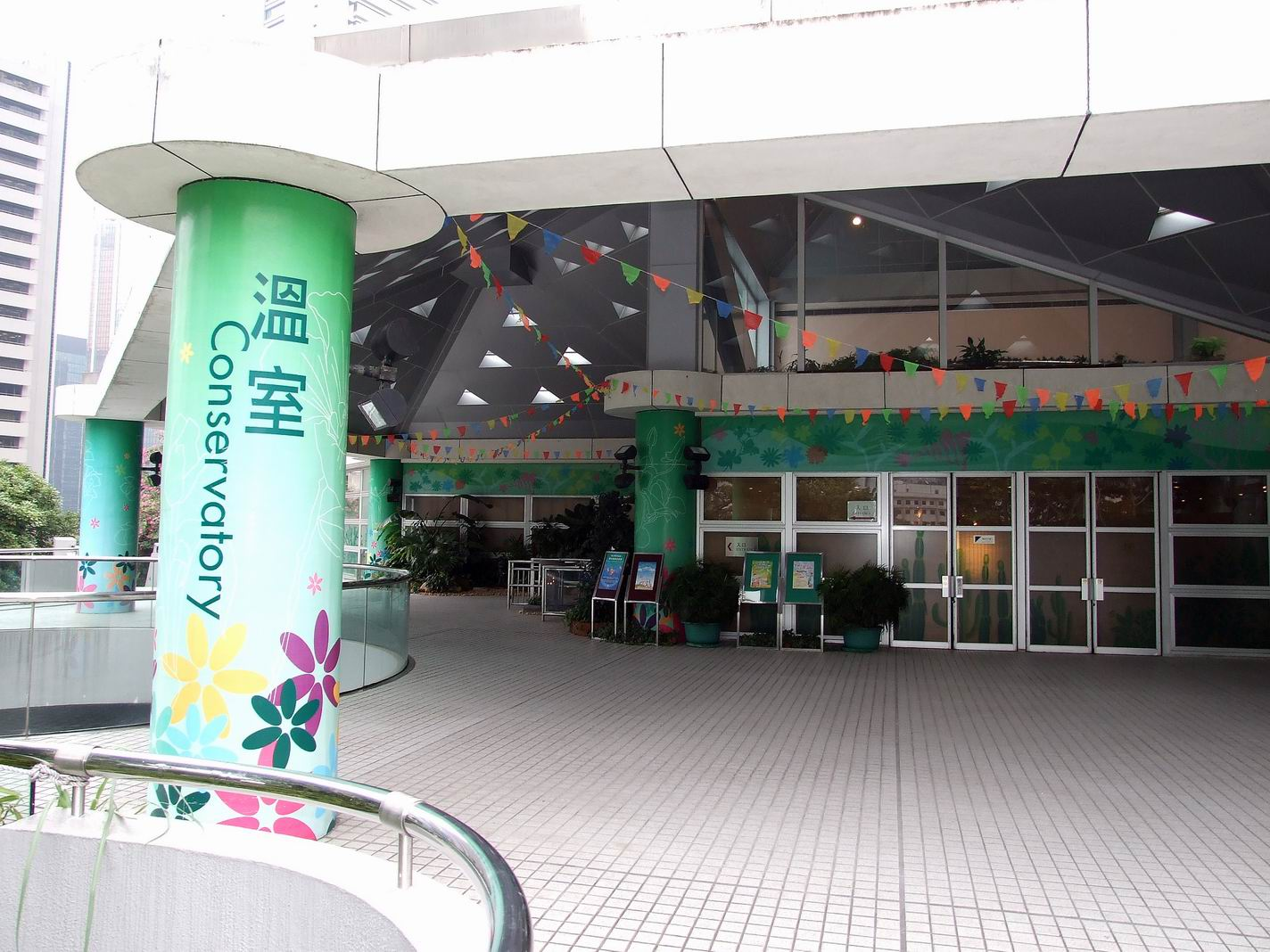
Forsgate Conservatory
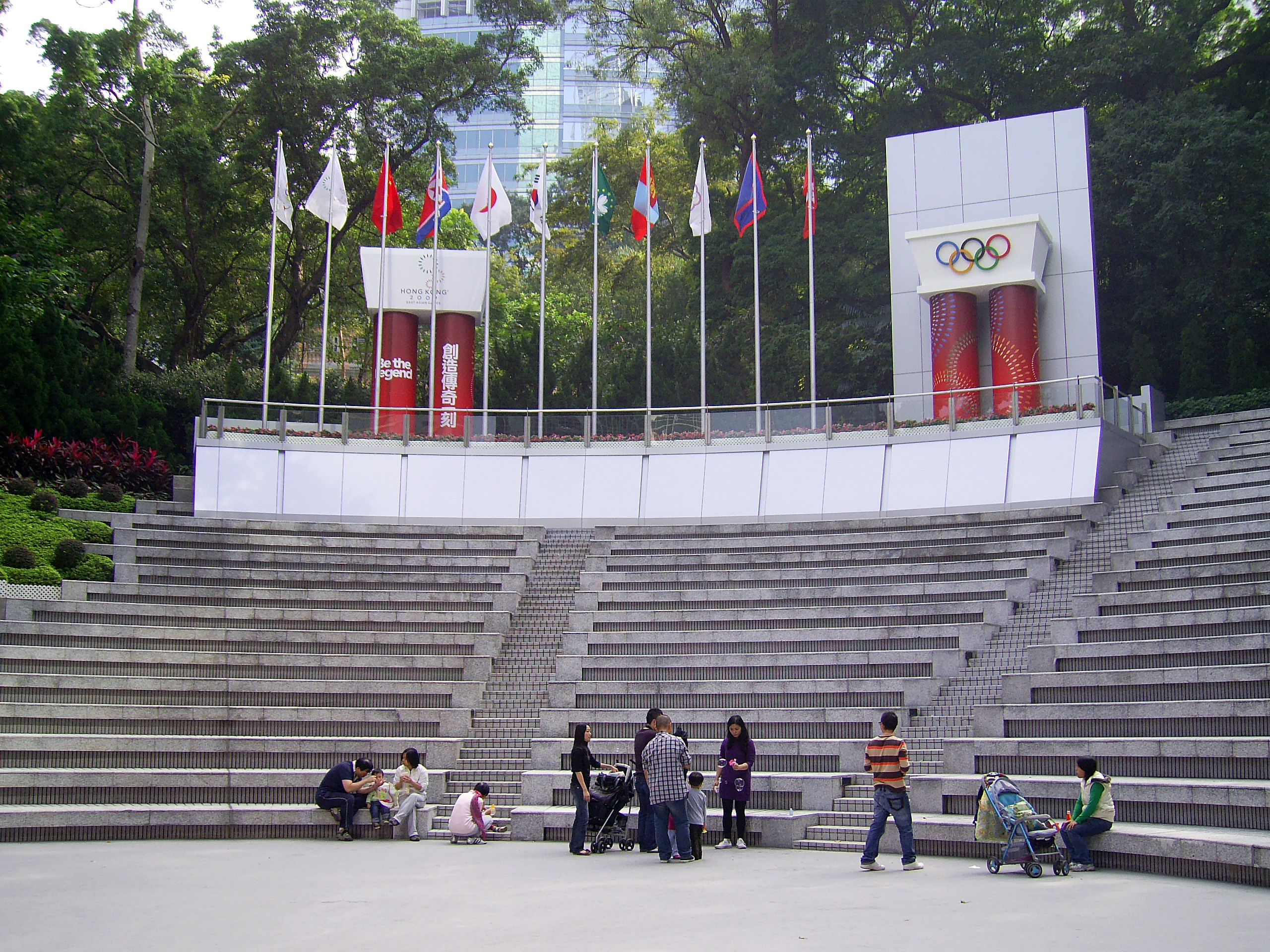
Olympic Square Amphitheater
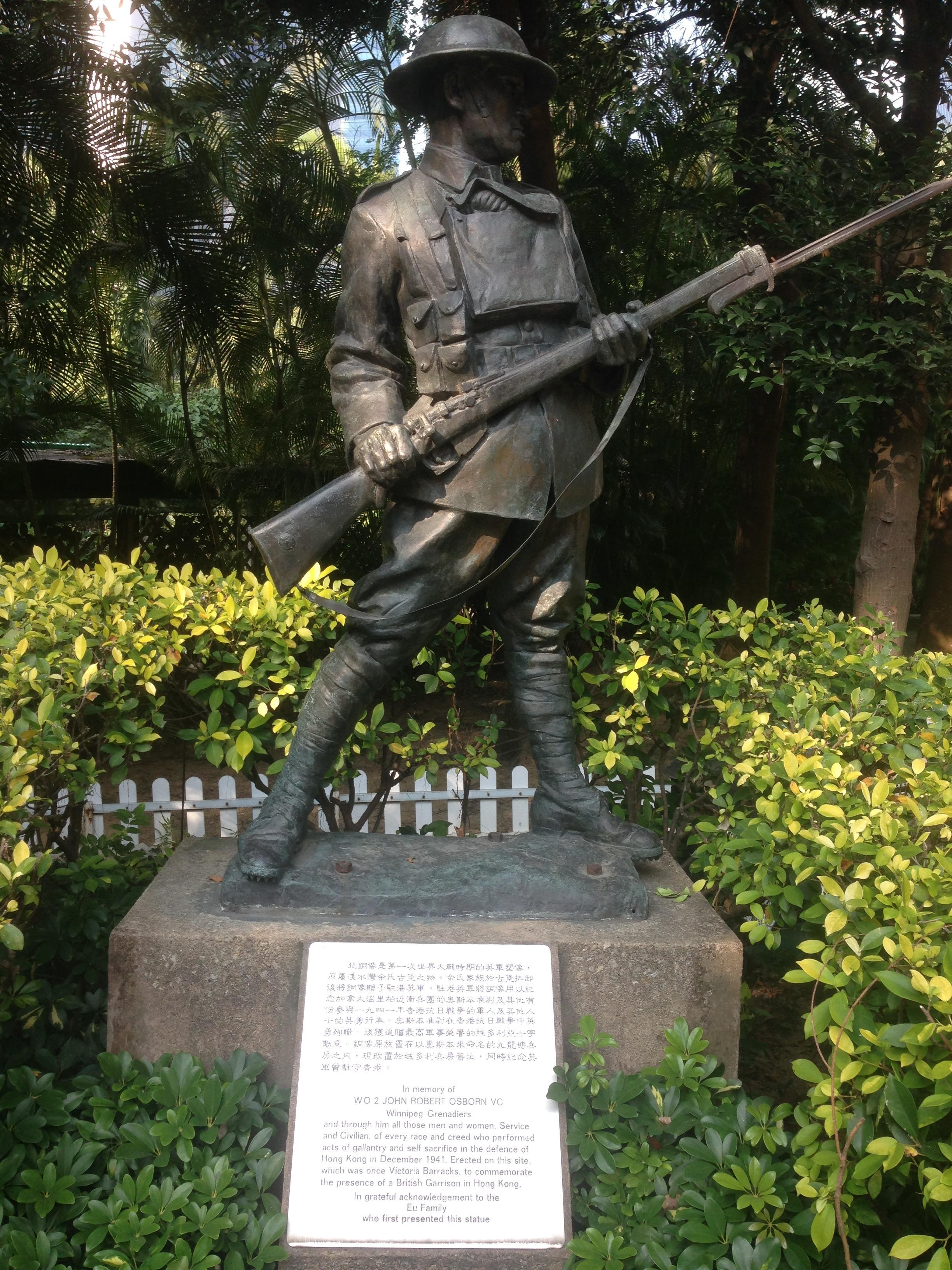
Im Gedenken an die Verteidiger Hongkongs Dezember 1941